# Arsenio, el Grande
San Arsenio (Roma, 354 - Tura, Egipto, 445) fue un tutor imperial de Roma, anacoreta en Egipto y uno de los más observantes de los Padres del Desierto.

## Biografía
Se cree que nació entre 350-354 en Roma en una noble y senatorial familia.
Se dice que Arsenio fue nombrado diácono por el papa Dámaso I, quien lo recomendó al emperador Teodosio I el Grande como tutor de sus hijos Arcadio y Honorio. Fue escogido como un hombre ilustrado en la literatura griega. Llega a Constantinopla en 383, y continúa siendo tutor de la familia imperial durante 11 años. 
Alrededor del año 400 se unió a los monjes y ascetas del desierto en Egipto, solicitando ser admitido entre ellos. San Juan el Enano, de quien era la celda a la que fue conducido, decidió probar la calidad del visitante: Durante la comida lo dejó de pie mientras los demás se sentaban a la mesa. A la mitad de la comida, le arrojó un pedazo de pan, de manera indiferente, diciéndole que se lo comiera si quería comer algo. Arsenio, con una mansedumbre increíble, se sentó en el suelo, tomó el trozo de pan y empezó a comerlo. Satisfecho con esta prueba de humildad, San Juan le mantuvo bajo su dirección. 
Entre otras doctrinas, sostenía que los hombres dedicados al servicio de Dios no tienen que intervenir en los asuntos locales, ni siquiera conocerlos. Murió sobre el año 445.
San Arsenio es celebrado por su autodominio en el hablar y sus actos de mortificación. Su lema era, "Muchas veces he hablado y luego me he arrepentido, pero nunca me arrepiento de quedarme callado". (ver Mateo 12:36)
La Iglesia celebra su fiesta el 18 de julio.